# إيفيجينيا في أوليس
 إيفيجينيا في أوليس أو في أوليس (بالإغريقية: Ἰφιγένεια ἐν Αὐλίδι)‏؛ ترجمت بشكل مختلف، بما في ذلك اللاتينية Iphigenia في Aulide) هي آخر الأعمال الموجودة لكاتب المسرحيات Euripides. كتبت بين عامي 408، بعد مسرحية اوريستس، و 406 قبل الميلاد، سنة وفاة يوريبيدز ، أنتجت المسرحية لأول مرة في العام التالي  في ثلاثية مع ذا باكاي وألكمايون في كورينث من قبل ابنه أو ابن أخيه، يوريبيدز الشاب، وفاز بالمركز الأول في مدينة ديونيسيا الأثينية.
تدور أحداث المسرحية حول أجاممنون، زعيم التحالف اليوناني قبل وأثناء حرب طروادة، وقراره بالتضحية بابنته، إيفيجينيا، لاسترضاء الإلهة أرتميس والسماح لقواته بالإبحار للحفاظ على شرفهم في المعركة ضد طروادة. الصراع بين أجاممن وأخيل على مصير الشابة يشهد صراعا مماثلا بين الاثنين في بداية الإلياذة. في تصويره لتجارب الشخصيات الرئيسية، يستخدم يوريبيدس في كثير من الأحيان المفارقة المأساوية للتأثير الدرامي.

## خلفية
ينتظر الأسطول اليوناني في أوليس، بيوتيا، بسفنها الجاهزة للإبحار إلى طروادة، لكنه غير قادر على المغادرة بسبب قلة الرياح الغريبة. بعد التشاور مع الكاهن كالخاس، عرف القادة اليونانيين أن هذه ليست مجرد تغيرات جوية بل إرادة الآلهة أرتميس، التي حجبت الرياح بسبب إساءة اجممنون إليها.
يخبر كالخاس الجنرال أنه من أجل تهدئة الإلهة، يجب عليه التضحية بابنته البكر إيفيجينيا. يجب على أغاممنون، على الرغم من رعبه، عليه النظر بجدية بسبب جمعه قواته، التي كانت تنتظر على الشاطئ والتي أصبحت مضطربة بشكل متزايد، قد تمرد إذا لم يسترضيهم رض بدماءها. ارسل رسالة إلى زوجته، كليمتنيسترا، يطلب منها فيها إرسال إيفيجينيا إلى أوليس بذريعة أنه سيزوجها من المحارب اليوناني أخيل قبل أن ينطلق للقتال.

## حبكة المسرحية
في بداية المسرحية، لدى أجاممنون أفكارًا ثانية حول احباط التضحية وإرسال الرسالة الثانية لزوجته، ويطلب منها أن تتجاهل الرسالة الأولى.لكن كليتيمينيسترا لم تستلمها أبدًا، لأنه تم اعتراضها من قبل مينلاوس، شقيق أجاممنون، الذي أغضب بسبب تغييره رأيه.
بالنسبة إلى مينلاوس، هذه ليست مجرد ضربة شخصية (لأن زوجته، هيلين، التي هربت مع أمير طروادة باريس، واسترجاعها هو الذريعة الرئيسية للحرب)، بل قد تؤدي أيضًا إلى التمرد والسقوط ينبغي على القادة اليونانيين أن يكتشفوا النبوة وأن يدركوا أن جنرالاتهم وضعوا عائلته فوق فخرهم كجنود.
يناقش الأخوان الأمر، وفي النهاية يغير كل منهما عقل الآخر. منيلوس مقتنع على ما يبدو أنه سيكون من الأفضل حل الجيش اليوناني بدلاً من قتل ابنة أخته، لكن أجاممنون جاهز الآن للقيام بالتضحية، مدعيا أن الجيش سوف يقتحم قصره في أرغوس ويقتل عائلته بأكملها إذ لم يفعل ذلك. وبحلول ذلك الوقت، كانت زوجة أجاميمنون بالفعل في طريقها إلى أوليس مع واخيها الرضيع أوريستيس، اتخاذ القرار حول كيفية المضي قدما كان أكثر صعوبة.

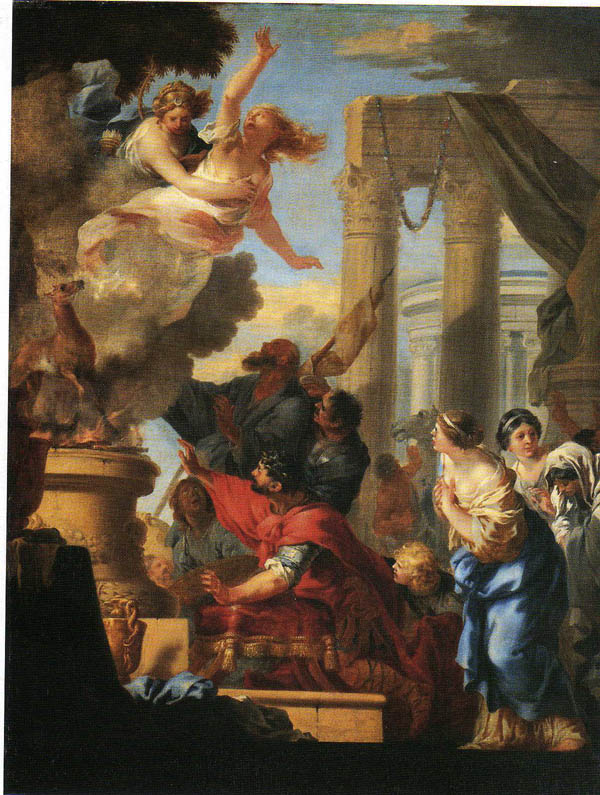
تضحية إفيجينيا (1653) لسباستيان بوردون

تشعر إفيجينيا بسعادة غامرة باحتمال زواجها بأحد الأبطال العظماء في الجيش اليوناني، لكنها هي ووالدتها والعريس سيكتشفوا قريبًا الحقيقة. غاضب من استخدامه كدعم في خطة أجاممنون، يتعهد أخيل بالدفاع عن إفيجينيا، في البداية لأغراض شرفه أكثر منه لإنقاذ الفتاة البريئة. ومع ذلك، عندما حاول حشد الإغريق ضد التضحية، يكتشف أن «كل اليونان» - بما في ذلك ميرميدون الذي هو تحت قيادته الشخصية - يطالب بتنفيذ رغبات أجاممنون، وبالكاد تمكن من الهرب قبل ان يرجموه بالحجارة.
حاولت كليمتنيسترا وإيفيجينيا عبثًا إقناع أجاممنون بتغيير رأيه، لكن الجنرال يعتقد أنه ليس لديه خيار. بينما يستعد أخيل للدفاع عن إيفيجينيا بالقوة، تدرك إيفيجينيا أنها ليس لديها أمل في الهرب، تتوسل إلى أخيل بعدم إلقاء حياته في قضية ضائعة. خلال احتجاجات والدتها وإعجاب أخيل، وافقت على تضحيتها، معلنة أنها تفضل الموت بطوليًا، وتربح شهرة باعتبارها منقذة اليونان، بدلاً من أن تنجرغير راغبة إلى المذبح. تقود جوقة في ترنيمة لأرتميس، ذاهبة لموتها المحتوم، مع والدتها كليمتنيسترا المذهولة للغاية حتى تشهد وقتلها لزوجها اجاممنون وثأر أوريستيس لأبيه منها.
المسرحية كما هي موجودة في المخطوطات تنتهي برسالة تفيد بأن إيفيجينيا قد تم استبدالها على مذبح بغزال بواسطة أرتميس. ومع ذلك، يعتبر بشكل عام أن هذا ليس جزءًا أصيلًا من النص الأصلي ليوريبيدس. قد يشير جزء من المسرحية إلى أن أرتميس بدت وكأنها تعبّر لكليتيمينيسترا وتؤكد لها أن ابنتها لم يتم التضحية بها بعد، ولكن هذه النهاية يوريبيدسية.[بحاجة لتوضيح]، إن كانت موجودة، الا انها ليست موجودة.

## التأثير الثقافي
ألهمت المسرحية مأساة إفيجينيا (1674) لجان راسين وكانت أساسًا للعديد من الأوبرا في القرن الثامن عشر، وذلك باستخدام librettos التي استمدت من إصدارات كل من يوربيديس وراسين وكان لها أشكال مختلفة من المؤامرة. أول كتاب ليبريتو هو كريستيان هاينريش بوستيل، ودي ويندربار إريتيت إفيجينيا، الذي وضعه راينهارد كايزر في عام 1699. وكان ليبريتو الأكثر شعبية هو Apostolo Zeno 's Ifigenia في Aulide (1718)، من تأليف Antonio Caldara (1718)،Giuseppe Maria Orlandini (1732) Giovanni Porta (1738) Nicola Porpora (1735) Girolamo Abos (1752) Giuseppe سارتي (1777)، وأنجيلو تارشي (1785)، وجوسيبي جيورداني (1786). وتشمل نصوص أغاني الأوبرا أخرى Ifigenia التي كتبها ماتيو Verazi (التي وضعتها نيكولو جوميلي، 1751)، وذلك من فيتوريو أماديو سيغنا-سانتي (التي وضعتها فرديناندو برتوني، 1762 وكارلو فرانكي، 1766)، أن من لويجي سيريو (التي وضعتها فيسينتي مارتن ي سولير، 1779 وأليسيو براتي، 1784)، وفيرديناندو موريتي (أعده نيكولو أنطونيو زنجاريلي، 1787 ولويجي تشيروبيني، 1788). ومع ذلك، فإن الأوبرا الأكثر شهرة اليوم هي Iphigénie en Aulide للمخرج كريستوف ويليبالد جلوك (1774).
كان لإيجينيا في أوليس تأثير كبير على الفن الحديث. المخرج اليوناني ميخاليس Kakogiannis أساس له 1977 فيلم إيفيجينيا (بطولة ايرين باباس كما زوجة أجاميمنون) على السيناريو يوربيدس و. شكلت اللعب أيضا الأساس للرواية 2003 أغاني الملوك التي كتبها باري أأنسوورث، فضلا عن بدق باخ الأنشودة إيفيجينيا في بروكلين. اعتمد نيل لابوت بشكل كبير على قصة إفيجينيا لمسرحته القصيرة إفيجينيا في أوريم ، أحد مسلسلات باش. تم نشر مسرحية Carrier Svich للكاتب المسرحي الأمريكي لاتينا عام 2004، إفيجينيا كراش لاند فولز على نيون شل، التي كانت ذات يوم قلبها (خرافة الهذيان) في مجلة المسرح الدولية TheatreForum ، وكذلك في مختارات ديفين فاير: ثمانية مسرحيات معاصرة مستوحاة من الإغريق نشرت في عام 2005 من قبل BackStage Books. تعيد المسرحية تعيين قصة إفيجينيا في سيوداد خواريز وحولها وجرائم قتل نساء خواريز. قام تشارلز إل مي، الكاتب المسرحي الأمريكي، بتكييف النص للمسرح الحديث من خلال مشروعه «مشروع إعادة صنع». تضم Mee's "Iphigenia 2.0"، المستوحاة من Iphigenia من Euripides في Aulis ، بعض النصوص من Alan Stuart-Smyth ، و Jim Graves ، و Jim Morris ، و Gaby Bashan ، وريتشارد Holmes ، وريتشارد Holmes ، و Richard Gross ، و David Grossman ، و Wilfred Owen ، و Anthony Swofford. تم إنتاج العرض العالمي الأول من نيويورك لهذا الإصدار من "Iphigenia 2.0" من قِبل Signature Theatre Company ، مدينة نيويورك، وقد تم وصفه في مراجعة New York Times على أنه «إصدار غير مخلص بفخر وممل إلى حد ما من Euripides '» Iphigenia at Aulis ". "  المخرج اليوناني يورجوس لانثيموس بعمل فيلمه 2017 " قتل غزال مقدس " على قصة أجاممنون.

## ترجمة
- جين لوملي (1537-1578)، كاليفورنيا. 1555
- روبرت بوتر، 1781 - الآية
- Edward Philip Coleridge [الإنجليزية] ، 1891 - النثر: النص الكامل
- تا باكلي، 1892 - النص الكامل
- آرثر واي، 1912 - الآية
- فلورنس م. ستويل، 1929 - آية
- تشارلز ر. ووكر، 1958: متاح للقرض الرقمي
- WS Merwin and George E. Dimock Jr. 1978 - الآية
- بول روش، 1998 - آية (Euripides: Ten Plays (Signet))
- جيمس موروود، 2002 - الآية
- دون تايلور، 2004
- جورج ثيودوريديس، 2007 - النص الكامل
- إدوارد اينهورن، 2013 - النص الكامل
- نيكولاس بيلون وروجر بيك، 2010
- أندي هيندز، مع Martine Cuypers 2017 - هنا
- براين فينيرو 2018 - آية هنا

## روابط خارجية
- النص في أرشيف كلاسيكيات الإنترنت
- النص في مكتبة برسيوس الرقمية، جامعة تافتس
- Iphigenia in Aulis public domain audiobook at LibriVox